# Acacia pachyphylla
Acacia pachyphylla — вид квіткових рослин з родини бобових. Ареал: Австралія (Західна Австралія).

## Середовище
Зустрічається на піску, гравійному піску, глині або суглинку у відкритих вересах або чагарниках.

## Біоморфологічна характеристика
Це багатостовбурний кущ заввишки до 30 см. Має численні голі стебла зі світло-сірими гілочками, які набувають червонуватого кольору до кінцівок, і має стійкі прилистки завдовжки від 1,5 до 3 мм. Сіро-зелені філодії роздвоєні на верхніх гілках і мають ширину від 1 до 3 мм. На нижніх гілках філодії мають довжину від 2 до 7 мм і ширину від 1 до 7,5 мм. Цвіте з жовтня по грудень і дає жовті квітки. Рудиментарні суцвіття розташовані поодиноко на китиці з довжиною осі 0,5 мм зі сферичними квітковими головками діаметром 6–8 мм і містять від 36 до 53 квіток золотистого кольору. Стручки не стискаються між кожним із насіння, вони мають довжину до 8,5 см і ширину від 6 до 8 мм і вкриті тонким білим порошкоподібним нальотом. Насіння від темно-коричневого до чорного кольору має довгасту або широкоеліптичну форму, завдовжки від 4,5 до 5 мм.